# NGC 2233
NGC 2233 est une vaste galaxie lenticulaire vue par la tranche et située dans la constellation de la Dorade. NGC 2233 a été découverte par l'astronome britannique John Herschel en 1834.

## Caractéristiques
Sa vitesse par rapport au fond diffus cosmologique est de 7 319 ± 20 km/s, ce qui correspond à une distance de Hubble de 108,0 ± 7,6 Mpc (∼352 millions d'al).
En raison d'une brillance de surface égale à 11,84  mag/am2, on peut qualifier NGC 2233 de galaxie présentant une brillance de surface élevée.